# Steenfeld
Steenfeld település Németországban, Schleswig-Holstein tartományban. Lakosainak száma 330 fő (2023. december 31.).

## Népesség
A település népességének változása:
| Lakosok száma | 435  | 332  | 329  | 338  | 338  | 330  |
|               | 1975 | 2017 | 2019 | 2021 | 2022 | 2023 |